# Нанотрубка

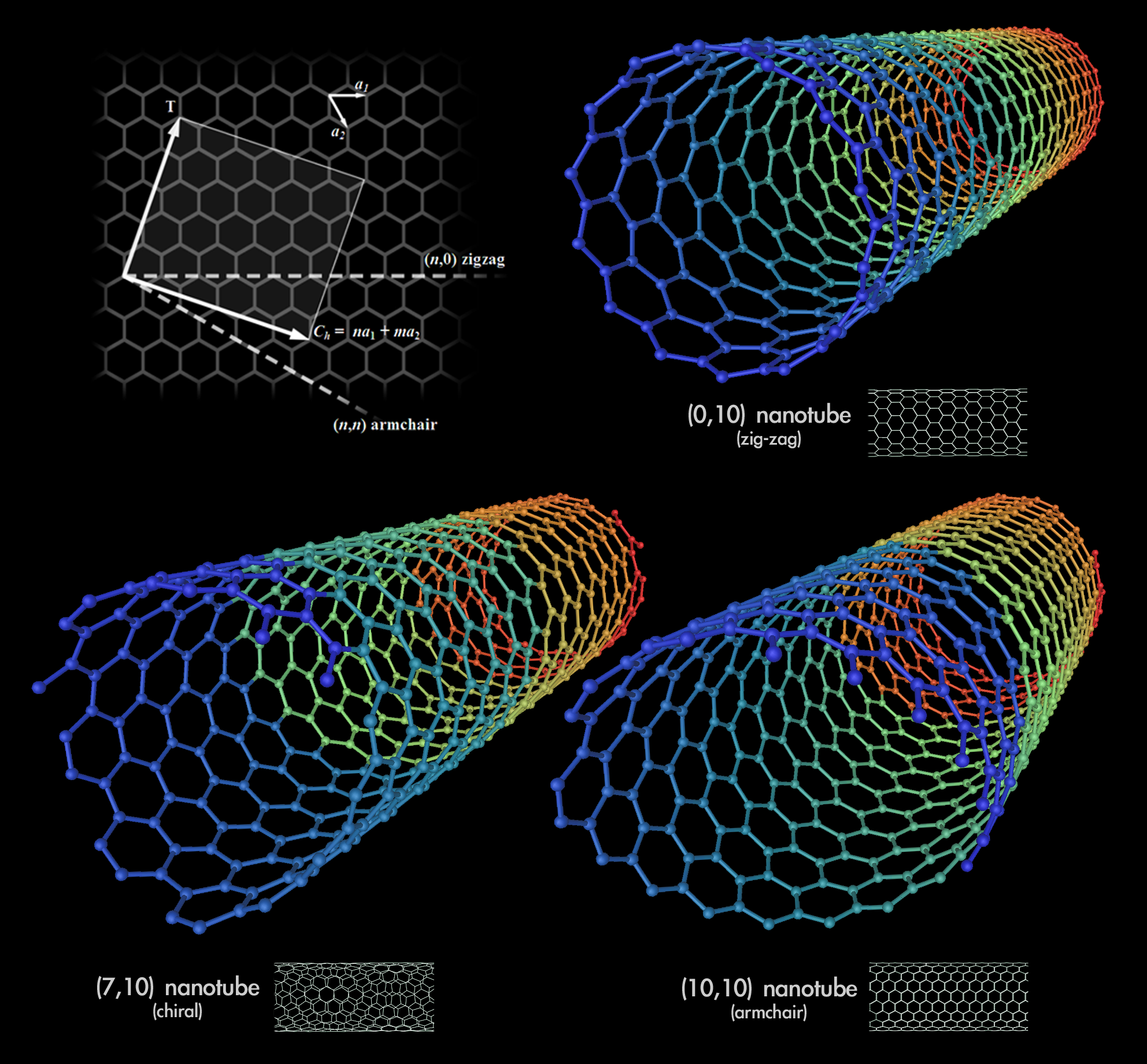
Типы углеродных нанотрубок

Нанотрубка, иначе тубулярная наноструктура; нанотубулен (англ. nanotube) — топологическая форма наночастиц в виде полого наностержня.
- Углеродные нанотрубки — цилиндрические кристаллы, состоящие из одних лишь атомов углерода. Внешне выглядят как свёрнутая в цилиндр графитовая плоскость. Благодаря тому, что удельная проводимость соизмерима с проводимостью металла, а максимальная плотность тока — в десятки раз выше, чем у металла, углеродные нанотрубки рассматриваются как замена металлическим проводникам в микросхемах новых поколений.
- Нитрид-борные нанотрубки (англ. Boron nitride nanotubes) — аналогичны углеродным нанотрубкам по строению, но состоят из соединения NB.
- Неуглеродная нанотрубка — полая квазиодномерная структура диаметром от 5 до 100 нм на основе неорганических веществ и материалов.
- Неорганическая нанотрубка — полая квазиодномерная структура диаметром от 5 до 100 нм на основе неорганических веществ и материалов.

Сворачивание графеновой плоскости атомов для получения (n, m) нанотрубки. Графеновая плоскость разрезается по пунктирным линиям (перпендикулярных к вектору R) и сворачивается вдоль направления вектора R.

Впервые возможность образования наночастиц в виде трубок была обнаружена для углерода. В настоящее время подобные структуры получены из нитрида бора, карбида кремния, оксидов переходных металлов и некоторых других соединений. Диаметр нанотрубок варьируется от одного до нескольких десятков нанометров, а длина достигает нескольких микрон.
Принц-технология — метод получения полупроводниковых нанотрубок путём сворачивания напряжённых гетероструктур.